# Velebitaphaenops
Velebitaphaenops is een geslacht van kevers uit de familie van de loopkevers (Carabidae). De wetenschappelijke naam van het geslacht is voor het eerst geldig gepubliceerd in 2012 door Casale & Jalzic.

## Soorten
Het geslacht Velebitaphaenops is monotypisch en omvat slechts de volgende soort:
- Velebitaphaenops giganteus Casale & Jalzic, 2012